# Regionalwahlen in Tschechien 2024
Die Regionalwahlen in Tschechien 2024 fanden gleichzeitig mit der Senatswahl 2024 am 20. und 21. September 2024 statt. Bei den Regionalwahlen werden die Regionalparlamente in dreizehn von vierzehn Krajen (Regionen) mit Ausnahme der Hauptstadt Prag neu gewählt.

## Ergebnisse
Die Wahlbeteiligung betrug 32,91 Prozent. Die Partei ANO von Andrej Babiš erreichte in zehn Regionen die meisten Stimmen und konnte große Stimmengewinne hinlegen. Im Jihočeský kraj, Jihomoravský kraj und Liberecký kraj erhielten Oppositionsparteien die meisten Stimmen.
Die Piratenpartei mussten massive Verluste hinnehmen und scheiterten überall außer im Plzeňský kraj an der 5 %-Hürde. Deutliche Verluste verzeichnete die nun umgetaufte Sozialdemokratie (Sociální demokracie) während das kommunistisch-geführte Bündnis (Stačilo!) ihr Erfolg von der Europawahl wiederholen und konnten überall außer im Královéhradecký kraj (wo nur die KSČM alleine antrat) und im Liberecký kraj (wo sie 4,99 % erreichten) einziehen. Přísaha blieb ohne Vertretung.